# Pseudophorellia fenestrata
Pseudophorellia fenestrata är en tvåvingeart som beskrevs av Allen L.Norrbom 2006. Pseudophorellia fenestrata ingår i släktet Pseudophorellia och familjen borrflugor.
Artens utbredningsområde är Panama. Inga underarter finns listade i Catalogue of Life.